# Đối tác chiến lược

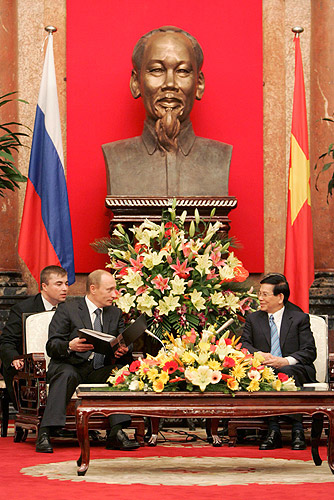
Cuộc gặp chính thức giữa tổng thống Vladimir Putin và Chủ tịch nước Nguyễn Minh Triết, từ năm 2011, Việt Nam và Nga là mối quan hệ đối tác chiến lược

Đối tác chiến lược (Strategic partnership), hay còn được gọi là liên minh chiến lược (Strategic alliance), là một mối quan hệ giữa hai doanh nghiệp thương mại, thường được chính thức hóa bằng một hoặc nhiều hợp đồng kinh doanh, thỏa thuận hợp tác (MOU). Quan hệ đối tác chiến lược thường không giống như mối quan hệ đối tác hợp pháp, đại lý hoặc công ty liên kết. Quan hệ đối tác chiến lược có thể diễn ra dưới nhiều hình thức khác nhau từ thỏa thuận bắt tay, biên bản ghi nhớ (MOU) cho đến liên minh nhóm cổ phần, hình thành liên doanh hoặc sở hữu chéo lẫn nhau. Ngày nay, thuật ngữ này còn dùng để chỉ những quan hệ kinh tế - quốc tế trên trường quốc tế và mối quan hệ ngoại giao giữa các nước với nhau, điển hình như chiến lược ngoại giao Việt Nam mở rộng các đối tác chiến lược và đối tác toàn diện với nhiều nước. Đối tác chiến lược toàn diện trong trường hợp này là sự hợp tác liên quan đến chính trị, an ninh của một quốc gia. Còn quan hệ ngoại giao giữa các quốc gia, việc hợp tác được phân định từ thấp đến cao bao gồm các mức đối tác, đối tác toàn diện và đối tác chiến lược.

## Trong kinh doanh
Đối tác chiến lược trong kinh doanh là mối liên kết giữa hai doanh nghiệp, thường được giao kết bởi các hợp đồng kinh doanh có pháp lý rõ ràng, cùng thực hiện hướng tới mục tiêu kinh doanh chung. Khi hai doanh nghiệp là đối tác chiến lược của nhau, họ sẽ cùng nhau phát triển một lĩnh vực nào đó. Ví dụ như mối quan hệ giữa các doanh nghiệp thương mại, họ sẽ cùng quảng cáo, tiếp thị để cùng tạo nên một thương hiệu sản phẩm. Mối quan hệ giữa một công ty sản xuất, chuyên cung cấp kỹ thuật, sản xuất hợp tác với một doanh nghiệp quy mô nhỏ để tạo ra một sản phẩm chuyên ngành mới. Trái ngược là đối tác tiềm năng là các đối tác phù hợp với mục đích hợp tác của doanh nghiệp, hiện tại chưa hợp tác nhưng trong tương lai nếu cơ hội hợp tác đến thì sẽ tạo nên nhiều lợi thế cho cả hai bên.
Thông thường, hai công ty hình thành quan hệ đối tác chiến lược khi mỗi công ty sở hữu một hoặc nhiều tài sản kinh doanh hoặc có thế mạnh chuyên môn sẽ giúp đỡ bên kia bằng cách nâng cao hoạt động kinh doanh. Điều này cũng có thể có nghĩa là một công ty đang giúp công ty kia mở rộng thị trường của họ sang các thị trường khác, bằng cách giúp đỡ một số chuyên môn. Các quan hệ đối tác chiến lược có thể phát triển trong các mối quan hệ thuê ngoài nơi Các bên mong muốn đạt được lợi ích và sự đổi mới "đôi bên cùng có lợi" (Win-Win) lâu dài dựa trên kết quả mong muốn của cả hai bên. Dù hợp đồng kinh doanh có được ký kết, giữa hai bên hay không, mối quan hệ dựa trên sự tin tưởng lẫn nhau giữa các đối tác là không thể thiếu.